# 12 octobre en sport
12 septembre 12 novembre
Chronologies thématiques
- Croisades
- Ferroviaires
- Disney

Le 12 octobre (285e jour de l'année ou le 286e en cas d'année bissextile) en sport.

## Événements

### XIXesiècle
- 1853 :
  - (Boxe) : Yankee Sullivan et John Morrissey se retrouvent pour le championnat poids lourd de l'Amérique à Boston Corners, New York. Selon les rapports, Morrissey est "sévèrement battue" mais Sullivan quitte le ring après la 37e tour et ne tient pas compte de l'appel de "time". En conséquence, l'arbitre accorde à la lutte de Morrissey, qui conserve le championnat américain jusqu'en 1859. Sullivan ne lutte pas à nouveau, mais est ensuite arrêté à San Francisco et envoyé en prison[1].
- 1859 (Baseball) : les Brooklyn Atlantics remportent le 3e championnat de baseball de la NABBP avec 11 victoires et 1 défaite[2].

### XXesièclede1901à1950
- 1902 :
  - (Football) : premier match de football entre l'Autriche et la Hongrie à Vienne avec un résultat de 5-0.
- 1920 :
  - (Boxe) : le Français Georges Carpentier devient champion du monde de boxe dans la catégorie mi-lourds.
- 1936 :
  - (Sport automobile) : Coupe Vanderbilt.

### XXesièclede1951à2000
- 1968 :
  - (Jeux olympiques) : ouverture des Jeux olympiques d'été d'été à Mexico.
- 1986 :
  - (Formule 1) : Grand Prix automobile du Mexique.
- 1997 :
  - (Formule 1) : Grand Prix automobile du Japon.

### XXIesiècle
- 2003 :
  - (Football) : l'Allemagne remporte la Coupe du monde de football féminin face à la Suède en finale (2-1, après prolongation).
  - (Formule 1) : Grand Prix automobile du Japon.
- 2008 :
  - (Formule 1) : Grand Prix du Japon.
- 2015 :
  - (Football /Championnat d'Europe) : la Russie puis la Slovaquie se qualifient pour l'Euro 2016 qui se déroulera en France.

## Naissances

### XIXesiècle
- 1878 :
  - Truxton Hare, athlète de lancers et d'épreuves combinées puis joueur de foot U.S. américain. Médaillé d'argent du marteau aux Jeux de Paris 1900 puis médaillé de bronze du décathlon aux Jeux de Saint-Louis 1904. († 2 février 1956).
- 1893 :
  - George Hodgson, nageur canadien. Champion olympique du 400m nage libre et du 1 500m aux Jeux de Stockholm 1912. († 1er mai 1983).

### XXesièclede1901à1950
- 1906 :
  - Joe Cronin, joueur de baseball américain. († 7 septembre 1984).
  - Piero Taruffi, pilote de vitesse moto puis pilote de F1 italien. (1 victoire en Grand Prix). († 12 janvier 1988).
- 1911 :
  - Félix Lévitan, journaliste sportif français et directeur du Tour de France de 1962 à 1986. († 18 février 2007).
- 1917 :
  - Thomas George Jones, footballeur gallois. (17 sélections en équipe nationale). († 3 janvier 2004).
  - Roque Máspoli, footballeur puis entraîneur uruguayen. Champion du monde de football 1950. (38 sélections en équipe nationale). Sélectionneur de l'équipe d'Uruguay de 1975 à 1977 puis de 1979 à 1982 et de 1997 à 1998. († 22 février 2004).
- 1920 :
  - Christy Ring, joueur de hurling irlandais. († 2 mars 1979).
- 1921 :
  - Jaroslav Drobný, joueur de tennis et hockeyeur sur glace tchécoslovaque-allemand-suisse-égyptien et britannique. Vainqueur des tournois de Roland Garros 1951 et 1952 puis du Tournoi de Wimbledon 1954. Médaillé d'argent aux Jeux de Saint-Moritz 1948. Champion du monde de hockey sur glace 1947. († 13 septembre 2001).
- 1930 :
  - Denis Brodeur, hockeyeur sur glace puis photographe sportif canadien. († 26 septembre 2013).
- 1932 :
  - Ned Jarrett, pilote de courses NASCAR américain.
  - Vitold Kreyer, athlète de triple-saut soviétique puis russe. Médaillé de bronze aux Jeux de Melbourne 1956 et aux Jeux de Rome 1960.
- 1935 :
  - Don Howe, footballeur anglais. (23 sélections en équipe nationale). († 23 décembre 2015).
- 1937 :
  - Paul Hawkins, pilote de courses automobile australien. († 26 mai 1969).
- 1940 :
  - Anton Fischhaber, pilote automobile de courses de côte allemand.
- 1942 :
  - Tiburce Darou, préparateur physique français. († 2 juillet 2015).
- 1950 :
  - Knut Knudsen, cycliste sur piste et sur route norvégien. Champion olympique de la poursuite individuelle aux Jeux de Munich 1972.
  - Miguel Oviedo, footballeur argentin. Champion du monde de football 1978. Vainqueur de la Copa Libertadores 1984. (9 sélections en équipe nationale).

### XXesièclede1951à2000
- 1956 :
  - Allan Evans, footballeur écossais. (4 sélections en équipe nationale).
- 1958 :
  - Lutz Haueisen, cycliste sur piste est-allemande puis allemand. Champion du monde de cyclisme sur piste de la poursuite par équipes 1979 et champion du monde de cyclisme sur piste de la course aux points 1981.
- 1960 :
  - Gerald Kazanowski, basketteur canadien. (42 sélections en équipe nationale).
- 1961 :
  - Chendo, footballeur espagnol. Vainqueur des Coupe UEFA 1985 et 1986 puis de la Ligue des champions 1998. (26 sélections en équipe nationale).
- 1963 :
  - Raimond Aumann, footballeur puis entraîneur allemand. Champion du monde de football 1990. (4 sélections en équipe nationale).
  - Alan McDonald, footballeur puis entraîneur nord-irlandais. (52 sélections en équipe nationale). († 23 juin 2012).
  - Luis Polonia, joueur de baseball dominicain.
- 1965 :
  - Bill Auberlen, pilote de courses automobile d'endurance américain.
  - Jean-Jacques Daigneault, hockeyeur sur glace puis entraîneur canadien.
- 1966 :
  - Wim Jonk, footballeur néerlandais. Vainqueur des Coupe UEFA 1992 et 1994. (49 sélections en équipe nationale).
- 1968 :
  - Thu Kamkasomphou, pongiste handisport française. Championne olympique aux Jeux de Sydney 2000, médaillée de bronze aux Jeux d'Athènes 2004, championne olympique aux Jeux de Pékin 2008, médaillée d'argent aux Jeux de Londres 2012 et aux Jeux de Rio 2016.
  - Gabriele Dorausch, coureuse cycliste allemande.
- 1969 :
  - Željko Milinovič, footballeur puis entraîneur slovène. (38 sélections en équipe nationale).
  - Cary Mullen, skieur alpin canadien.
  - Dwayne Roloson, hockeyeur sur glace canadien. Champion du monde de hockey sur glace 2007.
- 1970 :
  - Charlie Ward, basketteur américain.
- 1973 :
  - Martin Corry, joueur de rugby à XV anglais. Champion du monde de rugby à XV 2003. Vainqueur des tournois des Six Nations 2000 et 2001, des Coupes d'Europe de rugby à XV 2001 et 2002. (71 sélections en équipe nationale).
- 1975 :
  - Marion Jones, athlète de sprint américaine. Championne du monde d'athlétisme du 100 m et du relais 4 × 100 m 1997 et championne du monde d'athlétisme du 200 m 1999.
- 1976 :
  - Maurice Carter, basketteur américain.
- 1977 :
  - Bode Miller, skieur américain. Médaillé d'argent du géant et du combiné aux Jeux de Salt Lake City 2002 puis champion olympique du combiné, médaillé d'argent du super-G et médaillé de bronze de la descente aux Jeux de Vancouver 2010. Champion du monde de ski alpin du géant et du combiné 2003 et champion du monde de ski alpin la descente et du super-G 2005.
- 1978 :
  - Baden Cooke, cycliste sur route australien.
  - Marko Jarić, basketteur yougoslave, serbe puis américain. Champion du monde de basket-ball masculin 2002. Champion d'Europe de basket-ball 2001. Vainqueur de l'Euroligue de basket-ball 2001. (15 sélections avec l'équipe de Yougoslavie et 4 avec l'équipe de Serbie).
- 1979 :
  - Steve Borthwick, joueur de rugby à XV puis entraîneur anglais. Vainqueur du Tournoi des Six Nations 2001 et du Challenge européen 2008. (57 sélections en équipe nationale). Sélectionneur de l'équipe d'Angleterre depuis 2023.
  - Renato Sulić, handballeur croate. Champion du monde de handball 2003. Vainqueur de la Coupe EHF 2000. (87 sélections en équipe nationale).
- 1980 :
  - Vincent Zouaoui-Dandrieux, athlète de steeple français. Champion d'Europe d'athlétisme par équipes 2011.
  - Ann Wauters, basketteuse belge. (58 sélections en équipe nationale).
- 1981 :
  - Guillaume Boussès, joueur de rugby à XV français. (1 sélection en équipe de France).
  - Marcel Hossa, hockeyeur sur glace slovaque.
  - Conrad Smith, joueur de rugby à XV néo-zélandais. Champion du monde de rugby à XV 2011 et 2015. Vainqueur des Tri-nations 2007, 2008, 2010, des The Rugby Championship 2012, 2013 et 2014. (94 sélections en équipe nationale).
- 1983 :
  - Carlton Cole, footballeur anglais. (7 sélections en équipe nationale).
- 1984 :
  - Cyril Stacul, joueur de rugby à XIII français. (11 sélections en équipe de France).
- 1985 :
  - Mike Green, hockeyeur sur glace canadien.
  - Greig Laidlaw, joueur de rugby à XV écossais. Vainqueur des Challenge européen 2015 et 2019. (75 sélections en équipe nationale).
  - Carl Söderberg, hockeyeur sur glace suédois. Champion du monde de hockey sur glace 2017.
- 1986 :
  - Adam McQuaid, hockeyeur sur glace canadien.
  - Samir Mekdad, basketteur franco-algérien. (7 sélections avec l'équipe d'Algérie).
  - Michael Woods, cycliste sur route canadien.
- 1987 :
  - Arnaud Bingo, handballeur français. Champion du monde de handball 2011. Vainqueur de la Ligue des champions masculine 2018. (31 sélections en équipe de France).
  - Damiano Caruso, cycliste sur route italien.
  - Wilfried Koffi, athlète de sprint ivoirien. Champion d'Afrique d'athlétisme du 100 et 200 m 2014.
- 1988 :
  - Janice Cayman, footballeuse belge. (95 sélections en équipe nationale).
  - Valérie Grand'Maison, nageuse paralympique canadienne. Championne paralympique du 100 m nage libre, du 400 m nage libre et du 100 m papillon aux Jeux de Pékin 2008 puis médaillée d'argent du 50 m et du 100 m nage libre aux Jeux de Londres 2012.
  - Sam Whitelock, joueur international néo-zélandais de rugby à XV. Champion du monde de rugby à XV 2011 et 2015. Vainqueur du Tri-nations/Rugby Championship en Tri-nations 2010, 2012, 2013, 2014, 2016, 2017, 2018, 2020, 2021, 2022 et 2023. (153 sélections en équipe nationale).
- 1989 :
  - Dee Bost, basketteur américano-bulgare. (8 sélections avec l'équipe de Bulgarie).
  - Issam Chebake, footballeur franco-marocain. (1 sélection avec l'équipe de Maroc).
- 1991 :
  - Michael Carter-Williams, basketteur américain.
  - Miha Zarabec, handballeur slovène. Vainqueur de la Coupe de l'EHF 2019 et de la Ligue des champions masculine 2020. (64 sélections en équipe de Slovénie).
- 1992 :
  - Jade Le Pesq, joueuse de rugby à XV et à sept française. (38 sélections avec l'équipe de France de rugby à XV et 16 avec celle à sept).
- 1993 :
  - Samuel Gigot, footballeur français.
  - Alexander Jeremejeff, footballeur suédois.
  - Pierre Latour, cycliste sur route français.
  - Johnny Marajo, footballeur français.
  - Rubén Yáñez, footballeur espagnol.
- 1995 :
  - Nathan Van Hooydonck, cycliste sur route belge.
- 1996 :
  - Owen Watkin, joueur de rugby à XV gallois. Vainqueur du Grand Chelem 2019. (22 sélections en équipe nationale).
- 2000 :
  - Alexandre Léauté, cycliste sur piste et sur route handisport français. Champion paralympique de la poursuite C2 et médaillé d'argent du kilomètre C1-2-3 aux Jeux de Tokyo 2021. Champion du monde de paracyclisme sur route de la course en ligne C2 2019 puis de la course en ligne et du contre la montre 2020. Champion du monde de paracyclisme sur piste du kilomètre contre la montre C2 et de l'Omnium C2 2020

### XXIesiècle
- 2001 :
  - Adu Ares, footballeur espagnol.

## Décès

### XXesièclede1901à1950
- 1933 :
  - Joseph Lindsay, 74 ans, footballeur écossais. (8 sélections en équipe nationale). (° 13 novembre 1858).
- 1947 :
  - Henri de Rothschild, 75 ans, pilote de courses automobile puis viticulteur, dramaturge, entrepreneur et médecin français. (° 26 juillet 1872).
- 1950 :
  - Charles Gmelin, 78 ans, athlète de sprint britannique. Médaillé de bronze du 400 m aux Jeux d'Athènes 1896. (° 28 mai 1872).

### XXesièclede1951à2000
- 1968 :
  - Harry Hebner, 77 ans, nageur et poloïste américain. Médaillé de bronze du relais 4×200m nage libre aux Jeux de Londres 1908, champion olympique du 100m dos et médaillé d'argent du relais 4×200m nage libre aux Jeux de Stockholm 1912.  (° 15 juin 1891).
- 1969 :
  - Sonja Henie, 57 ans, patineuse artistique individuelle norvégienne. Championne olympique aux Jeux d'Oslo 1928 puis aux Jeux de Lake Placid 1932 et aux Jeux de Garmisch-Partenkirchen 1936. Championne du monde de patinage artistique 1927, 1928, 1929, 1930, 1931, 1932, 1933, 1934, 1935 et 1936. Championne d'Europe de patinage artistique 1931, 1932, 1933, 1934, 1935 et 1936. (° 8 avril 1912).
- 1977 :
  - Juan Carlos Calvo, 71 ans, footballeur uruguayen. Champion du monde de football 1930. (° 26 juin 1906).
- 1996 :
  - René Lacoste, 93 ans, joueur de tennis français. Médaillé de bronze du double messieurs aux Jeux de Paris 1924. Vainqueur des Rolad Garros 1925, 1927 et 1929, des tournois de Wimbledon 1925 et 1928, des US Open de tennis 1926 et 1927, des Coupe Davis 1927 et 1928. (° 2 juillet 1904).
  - Roger Lapébie, 85 ans, cycliste sur route français. Vainqueur du Tour de France 1937 et de Paris-Nice 1937. (° 16 janvier 1911).
- 1999 :
  - Wilt Chamberlain, 62 ans, basketteur américain. (° 21 août 1936).
- 2000 :
  - Igor Correa Luna, 80 ans, judoka uruguayen. (° 12 décembre 1919).

### XXIesiècle
- 2006 :
  - Eugène Martin, 91 ans, pilote de courses automobile français. (° 24 mars 1915).
- 2009 :
  - Frank Vandenbroucke, 34 ans, cycliste sur route belge. Vainqueur du Tour d'Autriche 1996, de Tour de Luxembourg 1997, de Gand-Wevelgem 1998 et de Liège-Bastogne-Liège 1999. (° 6 novembre 1974).
- 2011 :
  - Raymond Barthelmebs, 77 ans, footballeur français. (° 11 avril 1934).
- 2012 :
  - Ervin Kassai, 87 ans, arbitre de basket hongrois. (° 16 mars 1925).
- 2013 :
  - Lesław Kropp, 76 ans, lutteur polonais. (° 22 novembre 1936).
- 2019 :
  - Nanni Galli, 79 ans, pilote de F1 et de courses automobile d'endurance italien. (° 2 octobre 1940)